# Ашинов Микола Іванович
Микола Іванович Ашинов (1856 , Царицин, Саратовська губернія  — 1902 ) — вільний козак, відомий шукач пригод, дивак і мандрівник XIX ст. Чоловік Софії Іванівни Ханенко, прапраправнучки гетьмана Михайла Ханенка.
Натхненник одного з переселень закріпаченого козацького населення України на Кубань. Організатор козацької республіки в Ефіопії (Абіссинії), учасник її війни за незалежність від європейських колонізаторів. Людина відома у колах вищого світу Європи, Азії і Африки.

## Літературний герой
Життю Миколи Івановича присвятив свій роман «Вільний козак Ашинов» відомий російськомовний письменник Валентин Пікуль. Зокрема, там дається така характеристика:
"О характере этого человека лучше всего судить по одному случаю. Юную девицу выдавали за старика, прятавшего лысину под париком. Невеста, вся в слезах, оглядела гостей и вдруг заметила рослого мужчину в казацком чекмене без погон.
- Хоть вы спасите меня! - вырвалось у нее со стоном.
Казак снял парик с жениха и плюнул ему на лысину.
- Постыдись, старче, - прогудел он басом. - Тебе скоро на погост мчаться, а ты на невинность покушаешься.
После чего со словами "Эх, погуляем на свадьбе!" казак взялся за конец скатерти, поверх которой красовался праздничный ужин, и рванул ее на себя с такой силой, что все изобилие стола с грохотом и звоном поверглось на пол. Тут, конечно, заявился пристав для протокола "о произведении бесчинства".
- Ваше имя и положение? - спросил он виновника.
- Пиши. Писатель! Ашинов я Николай, по батюшке Иваныч, а положение мое самое приятное - я есть вольный казак.
"Вольный казак Ашинов"! Кто его знает сейчас?
Пожалуй, все забыли. А между тем этот человек ссорил великие державы, дипломаты писали о нем ноты, из-за него гремели залпы крейсеров, через пекла африканских пустынь шагали целые армии. "Только пыль, пыль, пыль - от шагающих сапог". Ашинов - дерзко и откровенно - проник в Африку, чтобы помочь ей в борьбе с колонизаторами. Сразу же предупреждаю, что Эфиопии тогда не было - страна, известная сейчас под этим именем, называлась в ту пору Абиссинией, и я, рассказывая вам о прошлом, вынужден употреблять это старинное название".